# اندیس آنومالی کلت سفلی
آنومالی کلت سفلی یک اندیس فلزی است که در حوالی شهر دیزج استان آذربایجان غربی قرار دارد و مادهٔ معدنی موجود در آن، طلا است.سنگ میزبان این اندیس متاولکانیک، شیست، مرمر، سنگ آهک بلورین خاکستری، دایکهای آپلیتی، رگه‌های سیلیسی و توده‌های دیوریتی- گابرویی است  در این اندیس، پاراژنز‌های باریت، پیریت، هماتیت، مگنتیت، اپیدوت، کرومیت یافت می‌شوند.